# Koyra Upazila
Koyra Upazila är ett underdistrikt i Bangladesh. Det ligger i den södra delen av landet, 190 km sydväst om huvudstaden Dhaka.
Trakten runt Koyra Upazila består huvudsakligen av våtmarker. Runt Koyra Upazila är det ganska tätbefolkat, med 144 invånare per kvadratkilometer.